# Intel Core i5
Intel Core i5 este un procesor destul de puternic și inteligent. Toate procesoarele Ivy Bridge Core i5 sunt de tipul quad-core, cu Turbo Boost, cu Hyper-Threading, cu procesor grafic integrat IGP 2500 și o viteză maximă de clock de 1150 MHz. 
Acest tip de procesor nu beneficiază de HT, fiind dotat cu 4 nuclee și 4 fire de execuție și o memorie cache de 6 MB. Singura diferență substanțială dintre opțiunile Intel Core i5 (există mai multe variante de procesoare Ivy Core i5) este viteza de clock, produsele cu o viteză mai mare sunt evident mai scumpe (3.7 GHz) decât cele care sunt mai lente.